# Ocularia ashantica
Ocularia ashantica är en skalbaggsart som beskrevs av Stefan von Breuning 1950. Ocularia ashantica ingår i släktet Ocularia och familjen långhorningar.
Artens utbredningsområde är Ghana. Inga underarter finns listade i Catalogue of Life.